# Tetrazygia brevicollis
Tetrazygia brevicollis är en tvåhjärtbladig växtart som beskrevs av Emery Clarence Leonard. Tetrazygia brevicollis ingår i släktet Tetrazygia och familjen Melastomataceae. Inga underarter finns listade i Catalogue of Life.